# ブカレスト9
ブカレスト9（英語: The Bucharest Nine、ポーランド語: Bukaresztańska Dziewiątka、略称: B9 または B-9）、別名: ブカレスト・フォーマット（英語: the Bucharest Format、ルーマニア語: Formatul București)）とは、北大西洋条約機構 （以下、NATO）に加盟している9つの中欧・東欧諸国が協力し、NATOのミッションや目的を支援するために設立された枠組みである。2015年、ルーマニアの首都ブカレストにて発足した。参加国は以下のとおり。
- バルト諸国
  - エストニア
  - ラトビア
  - リトアニア
- ヴィシェグラード諸国
  - スロバキア
  - チェコ
  - ハンガリー
  - ポーランド
- 東バルカン諸国
  - ブルガリア
  - ルーマニア

各国の東方に位置するウクライナに対して2014年にロシアによるクリミアの併合と東部への干渉戦争が行われたことを受けて結成され、2022年ロシアのウクライナ侵攻でもウクライナを支援している。

## 概要
ブカレスト9の参加国のうち、バルト諸国は東西冷戦下ソビエト連邦（以下、ソ連）の構成共和国であり、そのほかの6カ国はソ連の衛星国（ワルシャワ条約機構加盟国）であった。東欧革命とそれに続くソ連解体を受けて、各国は民主化と西ヨーロッパ・アメリカ合衆国への接近を選び、NATOと欧州連合（以下、EU）に加盟した。このうちNATOの東方拡大は1999年3月にチェコ、ハンガリー、ポーランドに、2004年3月にはバルト三国とスロバキア、ブルガリア、ルーマニアとのちのブカレスト9参加国すべてに及んだ。
2009年にこれら9カ国は初めて首脳会議を開き、その後も毎年、国防相、外相、首相、大統領などの高官による会議を実施し、NATOの方針や政策についての意見交換を行い、共同の目標に向けた取り組みを進めている。具体的には、ブカレスト9は、国防協力、軍事訓練、イノベーション、サイバーセキュリティ、情報共有、戦略通信などの分野で協力を行い、NATOの安全保障に貢献している。
また、NATOの集団防衛の原則に基づき、ロシアなどの潜在的な脅威に対する抑止力を高めることを目的としている。
NATOの一部である9つの国々が共同で協力することで、NATOの結束を強化し、安全保障環境の変化に対応するための能力を向上させることを目指している。
2022年以降ロシアのウクライナ侵攻が続くなか、2025年にリトアニアのヴィルニュスで開かれたブカレスト9と北欧5カ国の合同首脳会談は、ウクライナのNATO加盟を支持する旨の共同声明を出した。